# Toyota IMV
Toyota IMV — автомобильная платформа компании Toyota для спортивно-утилитарных автомобилей, пикапов и пассажирских автомобилей. IMV расшифровывается как Innovative International Multi-purpose Vehicle. Платформа использует лестничную раму.
На платформе IMV выпускаются задне- или же полноприводные автомобили. Передняя подвеска независимая, а задняя — полузависимая. Двигатели устанавливаются продольно.

## История
Платформа Toyota IMV была представлена в 2002 году. Целями проекта являлись разработка и производство пикапов, минивэнов и внедорожников за пределами Японии для снижения производственных затрат. Первые автомобили на платформе IMV — седьмое поколение Toyota Hilux, первое поколение Toyota Innova и первое поколение Toyota Fortuner.
Первоначально сборка автомобилей была организована в Таиланде, Индонезии, Аргентине и Южной Африке. Автомобили поставляются в страны Азии, Европы, Африки, Океании, Латинской Америки и Ближнего Востока.
В 2006 году был выпущен 1 миллион автомобилей, в 2008 году — 2 миллиона, в 2009 году — 3 миллиона, в 2010 году — 4 миллиона, а в марте 2012 года — 5 миллионов.

## Продукция
- Toyota Hilux
  - AN10/AN20/AN30 (2004–2015, IMV1/IMV2/IMV3)
  - AN120/AN130 (2015 — настоящее время)
- Toyota Fortuner/SW4/Hilux SW4
  - AN50/AN60 (2005—2015, IMV4)
  - AN150/AN160 (2015 — настоящее время)
- Toyota Innova/Kijang Innova
  - AN40 (2004—2015, IMV5)
  - AN140 (2015 — настоящее время)
- Toyota Hilux Champ
  - Toyota IMV 0 и Toyota Rangga Concept (2023)
  - Toyota Hilux Champ (AN120) (2023 — настоящее время)